# Jean-Marie Nicolle
Jean-Marie Nicolle, né le 4 janvier 1951 à Dieppe, est un philosophe français. Il a été professeur au lycée Jeanne-d'Arc de Rouen. Il est entre autres l'auteur d'ouvrages de préparation aux concours, ainsi que de plusieurs ouvrages de philosophie générale aux éditions Bréal (les derniers en date : La société 2011, La nature 2015, La parole 2016), qui représentent des synthèses de vulgarisation et des compilations pour les non-spécialistes, à destination du grand public mais aussi des étudiants.  
En tant que philosophe, il est spécialiste de la pensée médiévale, de l'évolution conjointe des mathématiques et de la métaphysique à la fin du Moyen-Âge, de l'émergence de la démarche scientifique et des nouveaux concepts mathématiques, de leur émancipation progressive hors de toute considération métaphysique ; mais aussi de leur influence réciproque. Sur cette question, il est spécialiste singulièrement de l’œuvre de Nicolas de Cues, à laquelle il a consacré sa thèse, des traductions, de nombreux articles, et plusieurs ouvrages de vulgarisation dont une biographie romancée : L'homme à la proposition d'or.

## Biographie
Jean-Marie Nicolle a fait ses études secondaires au lycée Jehan-Ango de Dieppe, puis ses études supérieures à l'université de Rouen. Il a obtenu l'agrégation de philosophie en 1977, puis un doctorat de philosophie en 1998. Il est membre fondateur de la Société française Cusanus, membre de l'American Cusanus Society et membre du comité scientifique du Cusanus-Gesellschaft de l'université de Trêves. Il est professeur de philosophie d'abord au lycée Val-de-Seine, à Grand-Quevilly, de 1978 à 1987, puis au lycée Jeanne-d'Arc de Rouen et au centre théologique universitaire de Rouen.
Il fait de la formation initiale et continue des professeurs de philosophie et il a mené des recherches dans des domaines aussi variés que l'informatique (1988-1994), la toxicomanie dans l'Association rouennaise d'intervention et de recherche en toxicomanie (1986-1997), l'histoire des mathématiques au sein de l'Institut de recherche de l'enseignement des mathématiques de Rouen (1989-1998), et au CNRS (2000-2001), l'histoire de l'art au Musée des Antiquités de Rouen (2008-2016).

## Mathématiques et métaphysique chez Nicolas de Cues
Le thème central de ses recherches est le rapport entre les mathématiques et la métaphysique. Il reprend ainsi la tradition inaugurée par Jules Vuillemin sur Descartes, et poursuivie par Michel Serres sur Leibniz, Pierre Magnard sur Pascal, Maurice Caveing sur Platon. 

« [...] Par exemple, [je cherche à montrer] comment la recherche de proportions fait approcher Nicole Oresme de la pensée fonctionnelle, comment ses tentatives de quadrature du cercle permettent à Nicolas de Cues de donner un nouveau statut à l’infini, comment la résolution du problème des trois cercles conduit Descartes à repenser les natures simples, comment la règle de l’hétérogénéité des grandeurs fournit un modèle hiérarchique à Pascal, comment enfin le calcul infinitésimal conduit Fontenelle à une ontologie de l’infini. ».

Il a ainsi travaillé sur les œuvres de Nicole Oresme, René Descartes, Blaise Pascal, Bernard de Fontenelle et, surtout, celle de Nicolas de Cues dont il a traduit et commenté les écrits mathématiques,. Sa thèse de doctorat de philosophie, soutenue à l'université Paris X-Nanterre en 1998, sous la direction de Jean Seidengart, s'intitule « Mathématiques et métaphysique dans l'œuvre de Nicolas de Cues ». Et son dernier essai (2020) est consacré au « Laboratoire mathématique de Nicolas de Cues ».
Le christianisme a-t-il été une aide au développement de la science ou en a-t-il été un obstacle ? Dans son travail sur les écrits mathématiques de Nicolas de Cues, entièrement consacrés à la quadrature du cercle, Jean-Marie Nicolle conclut que les historiens des idées,, ont tort d'en faire un précurseur de la modernité. Son analyse de la pratique mathématique de Nicolas de Cues conduit dorénavant les commentateurs à reconsidérer la prétendue modernité du Cusain,,.

## La théorie des trois fenêtres
Fondée sur le déterminisme technique, cette théorie, distingue trois dispositifs du regard sur le monde :
1. la fenêtre du temple par laquelle les hommes s'efforcent de voir des signes du divin, exigeant une interprétation qui nourrisse leurs croyances.
2. la fenêtre du tableau en perspective centrale qui, avec la science moderne, construit des représentations mathématiques du monde.
3. la fenêtre de l'écran numérique qui affiche un flot d'informations donnant une vision éclatée du monde réel.

Cette théorie aboutit à une critique de l'exploitation capitaliste d'internet qui détruit la subjectivité de l'humain pour le réduire à l'état d'objet connecté.

## Publications

### Livres
- Histoire des méthodes scientifiques, Paris, Bréal, 1994 (2de éd., 2006), 156 p.  (ISBN 2-85394-740-8)
- Mathématiques et métaphysique dans l'œuvre de Nicolas de Cues, Villeneuve d'Ascq, Presses Universitaires du Septentrion, 2001, 468 p.  (ISBN 2-284-02110-7)
- Platon, Gorgias, Paris, Bréal, coll. Connaissance d'une œuvre, 2003, 128 p.  (ISBN 2-7495-0203-9)
- La science, Paris, Bréal, 2006, 190 p.  (ISBN 978-2-7495-0585-5)
- L'action, Paris, Bréal, 2007, 190 p.  (ISBN 978-2-7495-0650-0)
- Nicolas de Cues, Écrits mathématiques, Texte latin, présentation, traduction et notes par Jean-Marie Nicolle, Paris, éd. Honoré Champion, 2007, 507 p.  (ISBN 978-2-7453-1573-1)[22]
- La beauté, Paris, Bréal, 2008, 190 p.  (ISBN 978-2-7495-0836-8)
- La vie, Paris, Bréal, 2009, 190 p.  (ISBN 978-2-7495-0863-4)
- L'imagination, Paris, Bréal, 2010, 190 p.  (ISBN 978-2-7495-0945-7)
- L'homme à la proposition d'or, Paris, éd. Ipagine, 2010, 122 p. : biographie romancée de Nicolas de Cues[5]  (ISBN 978-2-9533549-3-5)
- La société, Paris, Bréal, 2011, 190 p.  (ISBN 978-2-7495-3028-4)
- Histoire de la pensée philosophique, Paris, Bréal, 2015, 520 p.  (ISBN 978-2-7495-3423-7)
- La nature, Paris, Bréal, 2015, 190 p.  (ISBN 978-2-7495-3436-7)
- La parole, Paris, Bréal, 2016, 190 p.  (ISBN 978-2-7495-3510-4)
- Le laboratoire mathématique de Nicolas de Cues, Paris, Beauchesne, 2020, 226 p.  (ISBN 978-2-7010-2274-1)[24]
- Les trois fenêtres, Essai, Paris, éd. Ipagine, 2021, 132 p.  (ISBN 979-10-97023-66-9)

### Contributions
- Innovation in mathematics and proclusean tradition in Cusanus' thought (« Innovation en mathématiques et tradition procluséenne dans la pensée du Cusain »), in Yamaki, Kazuhiko, Nicholas of Cusa. A medieval Thinker for the Modern Age, Richmond, Curzon Press, 2002, p. 85-88  (ISBN 0-7007-1671-8)

- « D'une mathématique à l'autre dans les démonstrations de Nicolas de Cues », in Oriens-Occidens no 5, Villejuif, UMR 7062 CNRS/EPHE/Université Paris 7, 2004, p. 43-64

- How to look at the Cusanus's geometrical figures ? (« Comment lire / considérer les figures géométriques du Cusain ? »), in Das Mathematikverstandnis des Nikolaus von Kues (« La compréhension mathématique de Nicolas de Cues »), revue :  Mitteilungen und Forschungsbeiträge der Cusanus-Gesellschaft (« Notifications et contributions à la recherche de la Société Cusanus »), no 29, 2005, Trier, Paulinus, p. 279-293  (ISBN 3-7902-1590-2)

- "La igualdad como resolucion de la alteridad", in Nicolas de Cusa : identidad y alteridad : pensamiento y diálogo, Buenos Aires, Biblos, 2010, p. 151-160  (ISBN 978-950-786-838-2)

- « La "coincidentia oppositorum" dans les écrits mathématiques de Nicolas de Cues », in Coincidentia oppositorum de Nicolas de Cues à Nicolas Berdiaev, publié en russe, Saint Petersburg, Aletheia, 2010, p. 249-258  (ISBN 978-5-91419-355-0)

- "Die Blindheit des Verstandes und die Sehkraft des Intellektes", in Schwaetzer, Harald, Vannier, Marie-Anne (dir), Zum Intellektvertändnis von Meister Eckhart und Nikolaus von Kues, Mûnster, Aschendorff Verlag, 2012, p. 117-122  (ISBN 978-3-402-15989-7)